# Campionati europei di ciclismo su strada 2018 - Gara in linea femminile Under-23
La gara in linea femminile Under-23 dei Campionati europei di ciclismo su strada 2018, ventiquattresima edizione della prova, si disputò il 14 luglio 2018 con partenza ed arrivo a Brno, nella Repubblica Ceca. La vittoria fu appannaggio della ceca Nikola Nosková, che terminò la gara in 3h31'47", precedendo l'olandese Aafke Soet e l'italiana Letizia Paternoster.
Partenza con 73 cicliste, delle quali 36 cicliste conclusero la competizione.

## Squadre e corridori partecipanti
| N.    | Cod. | Squadra     |
| ----- | ---- | ----------- |
| 1-5   | ITA  | Italia      |
| 6-11  | NLD  | Paesi Bassi |
| 12-16 | DEU  | Germania    |
| 17-18 | NOR  | Norvegia    |
| 19-24 | RUS  | Russia      |
| 25-30 | FRA  | Francia     |
| 31-33 | AUT  | Austria     |
| 34-39 | POL  | Polonia     |
| 40-42 | BLR  | Bielorussia |
| 43-44 | ISR  | Israele     |
| 45-48 | ESP  | Spagna      |

| N.    | Cod. | Squadra     |
| ----- | ---- | ----------- |
| 49-54 | CZE  | Rep. Ceca   |
| 55-56 | LUX  | Lussemburgo |
| 57-58 | SWI  | Svizzera    |
| 59-60 | TUR  | Turchia     |
| 61-62 | SVK  | Slovacchia  |
| 63    | SVN  | Slovenia    |
| 64    | CRO  | Croazia     |
| 65    | HUN  | Ungheria    |
| 66-70 | UKR  | Ucraina     |
| 71-72 | EST  | Estonia     |
| 73    | FIN  | Finlandia   |

## Ordine d'arrivo (Top 10)
| Pos. | Corridore           | Squadra     | Tempo    |
| ---- | ------------------- | ----------- | -------- |
| 1    | Nikola Nosková      | Rep. Ceca   | 3h31'47" |
| 2    | Aafke Soet          | Paesi Bassi | a 3'49"  |
| 3    | Letizia Paternoster | Italia      | a 7'15"  |
| 4    | Nikol Plosaj        | Polonia     | s.t.     |
| 5    | Laura Asencio       | Francia     | s.t.     |
| 6    | Marija Novolodskaja | Russia      | s.t.     |
| 7    | Yara Kastelijn      | Paesi Bassi | a 7'16"  |
| 8    | Elena Pirrone       | Italia      | a 10'29" |
| 9    | Lisa Klein          | Germania    | a 12'19" |
| 10   | Agnieszka Skalniak  | Polonia     | s.t.     |